# Capellini (pasta)
I Capellini sono una varietà di pasta originaria dell'Italia centro-settentrionale, con un diametro che va da 0,85 a 0,92 mm, simile a quello degli spaghetti.

## Tipologia
È fatto sotto forma di fili lunghi e sottili, e viene spesso venduto a forma di nido prodotto con una farina di grano tenero.